# Princess Ai
Princess Ai (japanisch プリンセス・アイ物語, Purinsesu Ai Monogatari) ist eine abgeschlossene Manga-Serie der japanischen Zeichnerin Misaho Kujiradō. Die Figuren kreierte Ai Yazawa (unter anderem Nana), die im Manga vorkommenden Songtexte verfassten Courtney Love und D. J. Milky.

## Handlung
Das Mädchen Ai findet sich eines Tages allein und verloren in den Straßen von Tokio wieder, mit nichts als einer mysteriösen Herzbox und winzigen Erinnerungen an ihre Heimat. Als ihr jemand die kostbare Herzbox stehlen will, lernt sie Kent kennen, der sie in die Bibliothek der Shinjuku-Universität mitnimmt, wo er arbeitet. Als sie sich die Bücher dort ansieht, findet sie ein Buch, in dem das Wappen des Ai-Landes, ihrer Heimat, abgebildet ist.
Als sie wieder ziellos in Tokio herumgeht, bietet ihr ein Unbekannter Sushi an und glaubt, sie wäre eine Prostituierte. Sie geht weiter und trifft auf den Straßenmusiker Fa'an. Inspiriert von seiner Musik, beginnt sie selbst zu singen und erntet Lob von Vorbeigehenden. Der Leiter eines Stripclubs entdeckt sie und gibt ihr Arbeit als Hostesse und Sängerin. Dort hat sie unter anderem Probleme mit der „Oberhostesse“ Mika, die eifersüchtig ist, da ein Kunde, Takeshi, Ai bevorzugt. Nach einem Konzert im Club geht Ai zu Kent, der von einer der drei Furien-Schwestern aus Ai-Land namens Tess gezwungen wurde, Ais Aufenthaltsort zu verraten. Ai verlässt Kent, um ihn nicht in Gefahr zu bringen, und begegnet Fa'an, der ihr den Schlüssel zu ihrer Herzbox gibt. In der Box findet sie ein Medaillon mit ihrem Namen.
Ai geht zurück in den Club, arbeitet bis spät in die Nacht und mietet sich ein Hotelzimmer. Am darauffolgenden Morgen findet und verfolgt Tess sie. Ai erhält zwar Unterstützung von Kent, kann Tess aber trotzdem nicht entkommen. Plötzlich wachsen ihr Flügel, die ihr zur Flucht verhelfen. Takeshi, Talentscout der Organisation H.T.A., verspricht ihr, sie zu beschützen, wenn sie für die Organisation arbeitet. Um vor allem Kent und sich selbst schützen zu können, unterschreibt sie einen Plattenvertrag bei H.T.A. und wird als Rockdiva berühmt. Hayabusa, der Leiter von H.T.A. (Hayabusa Talent Agency) und angeblich Verbindungen zur Yakuza hat, befiehlt Takeshi, Ai so viele Songs und Videos aufnehmen zu lassen, wie möglich und sie dann während eines Live-Konzerts zu töten.

## Veröffentlichungen
In Japan erschien der Manga in Einzelkapiteln im Manga-Magazin Wings, in dem unter anderem auch Liling-Po von Ako Yutenji und RG Veda von Clamp erschienen sind. Der Shinshokan-Verlag verlegte diese Einzelkapitel auch in Form von drei Sammelbänden, von denen der erste im Juli 2004 veröffentlicht wurde.
Der erste Band der Serie ist in den USA bei Tokyopop ebenfalls im Juli 2004 erschienen. Der dritte und letzte Band wurde in den USA im Februar 2006, auf Deutsch im April 2006 veröffentlicht. Im April 2007 wurde die Serie in einem einzigen deutschen Sammelband als Complete edition neu aufgelegt. Außerdem wurde Princess Ai ins Dänische, Finnische, Französische, Italienische, Niederländische, Portugiesische und Schwedische übersetzt.
In Deutschland erschienen die drei Bände von November 2011 bis April 2006 bei Tokyopop, im September 2008 die Fortsetzung Princess Ai – Rumors from the Other Side, sowie Juli 2009 und September 2010 Princess Ai – The Prism of Midnight Dawn.